# 이십등작
이십등작(二十等爵)은 중국에서 진나라 ~ 후한 시기에 시행된 작위 제도이다. 문자 그대로 최하위인 1급 공사(公士)에서부터 최상위인 20급 열후까지 20단계로 나뉘었으며, 일반 서민에게도 수여된 점이 특징이다.

## 개요
해당하는 20개 작위는 다음과 같다. 열후의 위에는 제후왕이 있으나, 왕작을 수여하는 대상은 기본적으로 황족이기 때문에 신민이 받을 수 있는 작위는 열후가 한계였다. 이들 중 8급 공승(公乘)은 서민 및 하급 관리에게 수여되는 작위의 상한선으로, 여기까지를 민작(民爵) 또는 이작(吏爵)이라고 한다. 9급 오대부(五大夫) 이상은 봉록 6백 석 이상의 관료에게만 주어졌으며, 이를 관작(官爵)이라고 한다.
1. 공사(公士)
2. 상조(上造)
3. 잠뇨(簪裊)
4. 불경(不更)
5. 대부(大夫)
6. 관대부(官大夫)
7. 공대부(公大夫)
8. 공승(公乘)
9. 오대부(五大夫)
10. 좌서장(左庶長)
11. 우서장(右庶長)
12. 좌경(左更)
13. 중경(中更)
14. 우경(右更)
15. 소상조(少上造)
16. 대상조(大上造)
17. 사거서장(駟車庶長)
18. 대서장(大庶長)
19. 관내후
20. 열후

전한 시기에는 황제 즉위 등 국가적 경사를 두고 모든 민중에게 일률적으로 작위가 수여되었기 때문에, 매작 등으로 상실하지 않는 이상 누구든 작위를 갖고 있었다. 작위의 고하에 따른 실리적 차이는 그리 크지 않았으나, 이 제도의 주안점은 관료부터 서민에 이르기까지 모두 작위를 수여함으로써 국가에 의한 신분제를 형성하고, 작위를 매개로 황제가 민중을 결속시킴으로써 황권의 기반을 다지는 데에 있다.

## 이십등작제의 구조

### 작위의 수여 · 박탈 · 매작
상기한 바와 같이, 양민 남성이라면 누구든 작위를 받을 수 있는 것이 특징이며 연령 제한은 없다. 천민(상인 · 노비 · 죄인 등)은 대상에서 제외되었다.
기본적으로 작위는 국가에 공을 세웠을 때 수여되는 것으로, 실제로 공적으로 인하여 작위를 받은 경우도 많다. 구체적으로는 군공에 따른 사작(賜爵), 조정에 많은 돈을 기탁하여 작위를 사는 매작(買爵), 변경에 새로운 읍(邑)을 만들어 그곳으로 이주한 백성들을 대상으로 한 사작 등이 있다. 또한 민중끼리 작위를 사고파는 경우도 있었다.
그러나 일반 서민이 작위를 얻는 기회는 앞서 이야기한 국가적 경사가 가장 많았으며, 황제 즉위 · 황태자 및 황후 책봉 · 개원 등에 즈음하여 남자에게 1급 또는 2급 작위가 일률적으로 수여되었다. 전한 시기에는 고제가 관중을 함락시키고 사직을 세운 기원전 205년에 백성들에게 1급 작위를 수여한 사례를 시작으로, 후한 시기에는 헌제가 215년에 황후를 책봉하고 1급 작위를 수여한 사례까지 총 90회에 이른다(왕망에 의한 수여도 포함).